# Militia Genavae
Militia Genavae est une compagnie de reconstitution historique et d'escrime ancienne d'une troupe de mercenaires suisses allant du Moyen Âge à la Renaissance.

## Présentation

### Portrait
La compagnie Militia Genavae est un groupe de passionnés recréant la vie militaire d'une troupe de combattants. Son objectif est de faire découvrir l'art du combattant et de la guerre à travers le maniement des armes anciennes ainsi que la reconstitution de la vie quotidienne de ses soldats.
La Compagnie s'intéresse aussi aux philosophies et aux principes éthiques associés à l'utilisation et à l'application des techniques martiales. Pour cela, Militia Genavae étudie les sources historiques tant écrites, telles que traités, manuscrits ou enluminures, que l'équipement d'époque conservé dans les musées ou les collections privées.
Les membres de la compagnie sont pour la plupart des escrimeurs mais tous les membres font preuve d'un intérêt certain pour l'Histoire et désirent recréer le passé le plus fidèlement possible. La connaissance acquise et l'approche ludique et didactique de l'Histoire permettent de coopérer avec de nombreuses associations, musées et monuments historiques à travers l'Europe.
Militia Genavae s'efforce de développer des rapports professionnels avec différentes écoles martiales, compagnies et associations historiques afin de participer à la croissance et au développement de l'escrime ancienne.

### Principes
Militia Genavae participe à des manifestations ou des rencontres historiques et culturelles où les connaissances techniques et historique des combats et du métier des armes, le matériel (costumes, armes, tentes), l'engagement et l'enthousiasme de ses membres sont largement appréciés. Ce travail est présenté de façon didactique et pédagogique à un large public afin de créer un dialogue interactif ludique et éducatif.
La compagnie Militia Genavae propose les activités suivantes :
- des combats montés : combats chorégraphiés entre deux ou plusieurs partenaires, des assauts, des combats de masse.
- du duellisme : combat libre et néanmoins courtois présenté en démonstration.
- de la didactique : en instruisant les personnes intéressées à l'Histoire, sur les armes et armures, les techniques de combat, la vie quotidienne des soldats et mercenaires dans un campement médiéval.
- de l'initiation : à la suite de la démonstration, les personnes intéressées sont invitées à venir toucher les armes et à s'essayer aux différentes techniques entourées d'instructeurs compétents.

Militia Genavae possède par ailleurs une gamme très étendue d'armes, pièces d'armures et objets pour mieux visualiser les informations communiquées. La didactique se fait aussi sous forme de démonstrations en manipulant les différentes armes et montrant une large palette de techniques de combat. Il arrive de donner des cours ponctuels dans des musées, des établissements scolaires et bien sûr lors des fêtes historiques.